# Division 2 1981-1982
La Division 2 1981-1982 è stata la quarantatreesima edizione della Division 2, la seconda serie del campionato francese di calcio. Composta da 36 squadre divise in 2 gironi è stata vinta dal Tolosa, che ha avuto la meglio nell'incontro per il titolo con il Rouen, comunque promosso.
I capocannonieri sono stati Marc Pascal del Marsiglia con 18 gol per il girone A, e Žarko Olarević del Le Havre insieme a Issicka Ouattara del Mulhouse con 25 gol per il girone B.

## Girone A

### Classifica finale
|  | Pos. | Squadra             | Pt | G  | V  | N  | P  | GF | GS | DR  |
|  | ---- | ------------------- | -- | -- | -- | -- | -- | -- | -- | --- |
|  | 1.   | Tolosa              | 46 | 34 | 18 | 10 | 6  | 50 | 25 | +25 |
|  | 2.   | Thonon              | 46 | 34 | 18 | 10 | 6  | 38 | 23 | +15 |
|  | 3.   | Olympique Marsiglia | 43 | 34 | 14 | 15 | 5  | 48 | 33 | +15 |
|  | 4.   | Tolone              | 40 | 34 | 15 | 10 | 9  | 62 | 50 | +12 |
|  | 5.   | Louhans-Cuiseaux    | 37 | 34 | 16 | 5  | 13 | 49 | 54 | -5  |
|  | 6.   | Nîmes               | 35 | 34 | 14 | 7  | 13 | 57 | 49 | +8  |
|  | 7.   | Béziers             | 35 | 34 | 12 | 11 | 11 | 39 | 35 | +4  |
|  | 8.   | Cannes              | 35 | 34 | 11 | 13 | 10 | 40 | 37 | +3  |
|  | 9.   | Orléans             | 35 | 34 | 12 | 11 | 11 | 33 | 37 | -4  |
|  | 10.  | Paris FC            | 34 | 34 | 11 | 12 | 11 | 46 | 45 | +1  |
|  | 11.  | Gueugnon            | 33 | 34 | 10 | 13 | 11 | 33 | 34 | -1  |
|  | 12.  | Grenoble            | 32 | 34 | 7  | 18 | 9  | 31 | 29 | +2  |
|  | 13.  | Martigues           | 32 | 34 | 12 | 8  | 14 | 40 | 43 | -3  |
|  | 14.  | FC Libourne         | 31 | 34 | 10 | 11 | 13 | 37 | 38 | -1  |
|  | 15.  | Fontainebleau       | 30 | 34 | 10 | 10 | 14 | 45 | 47 | -2  |
|  | 16.  | Saint-Dié           | 24 | 34 | 8  | 8  | 18 | 31 | 49 | -18 |
|  | 17.  | Ajaccio             | 23 | 34 | 7  | 9  | 18 | 29 | 52 | -23 |
|  | 18.  | AAJ Blois           | 21 | 34 | 6  | 9  | 19 | 26 | 54 | -28 |

#### Verdetti
- Tolosa promosso in Division 1
- Saint-Dié, Ajaccio e Blois retrocessi in Division 3

### Statistiche

#### Squadre

##### Record
- Maggior numero di vittorie: Tolosa e Thonon (18)
- Minor numero di sconfitte: O. Marsiglia (5)
- Migliore attacco: Tolone (62 gol fatti)
- Miglior difesa: Thonon (23 gol subiti)
- Miglior differenza reti: Tolosa (+25)
- Maggior numero di pareggi: Grenoble (18)
- Minor numero di pareggi: Louhans-Cuiseaux (5)
- Maggior numero di sconfitte: Blois (19)
- Minor numero di vittorie: Blois (6)
- Peggiore attacco: Blois (26 gol fatti)
- Peggior difesa: Louhans-Cuiseaux e Blois (54 gol subiti)
- Peggior differenza reti: Blois (-25)

##### Individuali
- Capocannoniere: Marc Pascal (18 gol Olympique Marsiglia)

## Girone B

### Classifica finale
|  | Pos. | Squadra             | Pt | G  | V  | N  | P  | GF | GS | DR  |
|  | ---- | ------------------- | -- | -- | -- | -- | -- | -- | -- | --- |
|  | 1.   | Rouen               | 51 | 34 | 21 | 9  | 4  | 54 | 19 | +35 |
|  | 2.   | Mulhouse            | 50 | 34 | 22 | 6  | 6  | 73 | 40 | +33 |
|  | 3.   | Nœux-les-Mines      | 49 | 34 | 19 | 11 | 4  | 46 | 22 | +24 |
|  | 4.   | Le Havre            | 46 | 34 | 20 | 6  | 8  | 73 | 38 | +35 |
|  | 5.   | Rennes              | 44 | 34 | 17 | 10 | 7  | 45 | 26 | +19 |
|  | 6.   | Stade Reims         | 41 | 34 | 16 | 9  | 9  | 54 | 26 | +28 |
|  | 7.   | Angoulême           | 41 | 34 | 17 | 7  | 10 | 50 | 33 | +17 |
|  | 8.   | Angers              | 34 | 34 | 12 | 10 | 12 | 42 | 39 | +3  |
|  | 9.   | Guingamp            | 29 | 34 | 12 | 5  | 17 | 43 | 43 | 0   |
|  | 10.  | Besançon            | 29 | 34 | 9  | 11 | 14 | 45 | 53 | -8  |
|  | 11.  | Stade Français      | 29 | 34 | 8  | 13 | 13 | 37 | 50 | -13 |
|  | 12.  | Dunkerque           | 28 | 34 | 8  | 12 | 14 | 30 | 39 | -9  |
|  | 13.  | Limoges             | 28 | 34 | 10 | 8  | 16 | 38 | 60 | -22 |
|  | 14.  | Châteauroux         | 25 | 34 | 8  | 9  | 17 | 38 | 51 | -13 |
|  | 15.  | Abbeville           | 23 | 34 | 5  | 13 | 16 | 34 | 65 | -31 |
|  | 16.  | Calais RUFC         | 23 | 34 | 8  | 7  | 19 | 28 | 68 | -40 |
|  | 17.  | Montluçon           | 22 | 34 | 7  | 8  | 19 | 22 | 54 | -32 |
|  | 18.  | Quimper Cornouaille | 20 | 34 | 6  | 8  | 20 | 33 | 59 | -26 |

### Verdetti
- Rouen e, dopo i play-off, Mulhouse promossi in Division 1
- Calais, Montluçon e Stade Quimpérois retrocessi in Division 2

### Statistiche

#### Squadre

##### Record
- Maggior numero di vittorie: Mulhouse (22)
- Minor numero di sconfitte: Rouen e Nœux-les-Mines (4)
- Migliore attacco: Mulhouse e Le Havre (73 gol fatti)
- Miglior difesa:  Rouen (19 gol subiti)
- Miglior differenza reti: Rouen e Le Havre (+35)
- Maggior numero di pareggi: Stade Français e Abbeville (13)
- Minor numero di pareggi: Guingamp (5)
- Maggior numero di sconfitte: Blois (19)
- Minor numero di vittorie: Guingamp (5)
- Peggiore attacco: Montluçon (22 gol fatti)
- Peggior difesa: Calais (68 gol subiti)
- Peggior differenza reti: Calais (-40)

#### Individuali

##### Classifica marcatori
| Gol |  |  | Giocatore        | Squadra     |
| --- |  |  | ---------------- | ----------- |
| 25  |  |  | Žarko Olarević   | Le Havre    |
| 25  |  |  | Issicka Ouattara | Mulhouse    |
| 23  |  |  | Patrick Martet   | Le Havre    |
| 18  |  |  | Pierre Sither    | Chateauroux |

## Risultati

### Spareggi

#### Play-off

##### Primo turno
|  | Mulhouse | 3 – 0 | Thonon |  |

|  | Thonon | 1 – 2 | Mulhouse |  |

##### Secondo turno
|  | Mulhouse | 5 – 2 | Valenciennes |  |

|  | Valenciennes | 1 – 1 | Mulhouse |  |

#### Vincitrice
|  | Rouen | 3 – 2 | Tolosa |  |

|  | Tolosa | 2 – 1 | Rouen |  |